# Leopoldo, Duque de Albany
Leopoldo, Duque de Albany (nome pessoal em inglês: Leopold George Duncan Albert; Londres, 7 de abril de 1853 – Cannes, 28 de março de 1884), foi o oitavo filho, o quarto menino, da rainha Vitória do Reino Unido e do príncipe Alberto de Saxe-Coburgo-Gota. Ele recebeu os títulos de Duque de Albany, Conde de Clarence e Barão Arklow em 1881. Leopoldo tinha hemofilia, que o levou à morte aos trinta anos de idade.

## Início de vida

### Primeiros anos e diagnóstico de hemofilia
Leopoldo nasceu em 7 de abril de 1853 no Palácio de Buckingham, Londres. Sua mãe foi a rainha Vitória do Reino Unido, então monarca reinante. Seu pai foi o príncipe Alberto de Saxe-Coburgo-Gota. Durante o parto, a rainha optou pelo uso de clorofórmio e assim sancionou o uso de anestesia, então recentemente desenvolvida pelo médico escocês James Young Simpson. O médico da rainha, Sir James Clark, chamou John Snow, à época um dos poucos anestesistas do país, ao palácio para administrar o clorofórmio à rainha.
Leopoldo foi batizado na capela privada do Palácio de Buckingham em 28 de junho de 1853, por John Bird Sumner, o arcebispo da Cantuária. Seus padrinhos foram: Jorge V de Hanôver, Augusta de Saxe-Weimar, a princesa Maria Adelaide de Cambridge e Ernesto I, Príncipe de Hohenlohe-Langemburgo. Seus pais o nomearam a partir de seu tio-avô, Leopoldo I da Bélgica.
Quando Leopoldo nasceu, a sua avó, a Duquesa de Kent, viu-o e notou que ele era "pequeno e delicado", o que a deixou num estado de ansiedade que não conseguia explicar. De facto, Leopoldo foi o menor bebé da rainha Vitória ao nascimento e, nas suas primeiras semanas de vida, teve vários problemas digestivos que forçaram a família a trocar de ama-seca. Isto levou a que o seu registo fosse atrasado e a família teve de pagar uma multa no Registo Civil do distrito de Belgravia.

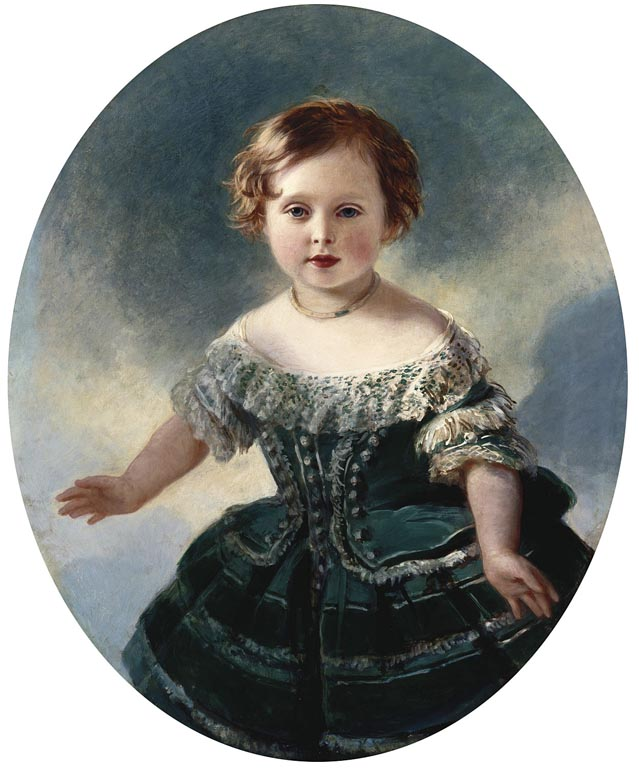
Príncipe Leopoldo em 1855 por Franz Xaver Winterhalter

Este viria a ser o primeiro de vários problemas de saúde que Leopoldo enfrentaria ao longo da sua vida. O príncipe demorou mais tempo do que o habitual a aprender a falar e e tinha um pequeno problema na fala. Além disso, era descrito como "irrequieto" e teve vários acidentes. Apesar de demorar algum tempo a recuperar de algumas das suas quedas e de até ficar vários dias sem conseguir andar, estes problemas provocavam mais exasperação do que preocupação na rainha Vitória. Esta comparava-o negativamente com o seu irmão mais velho, Artur, e considerava que Leopoldo era o membro mais "feio e menos agradável" da família.
Só em abril de 1858, quando Leopoldo tinha cinco anos e fez um corte num joelho que o fez sangrar ao ponto de ter de ser carregado de volta para o palácio é que os seus pais consideraram a hipótese de que o príncipe poderia sofrer de uma doença mais grave. Na época, a hemofilia ainda era uma doença relativamente desconhecida e não havia casos conhecidos na família, o que explica que a doença tenha sido descoberta tão tarde. O diagnóstico coincidiu com o início da educação mais formal de Leopoldo, que demonstrou ser inteligente e ter interesse nas aulas, o que fez com que Vitória mudasse a sua opinião em relação ao filho e visse nas suas capacidades intelectuais um reflexo do príncipe Alberto. Mais tarde, o príncipe também começou a sofrer de ataques de epilepsia.

### Morte do príncipe Alberto

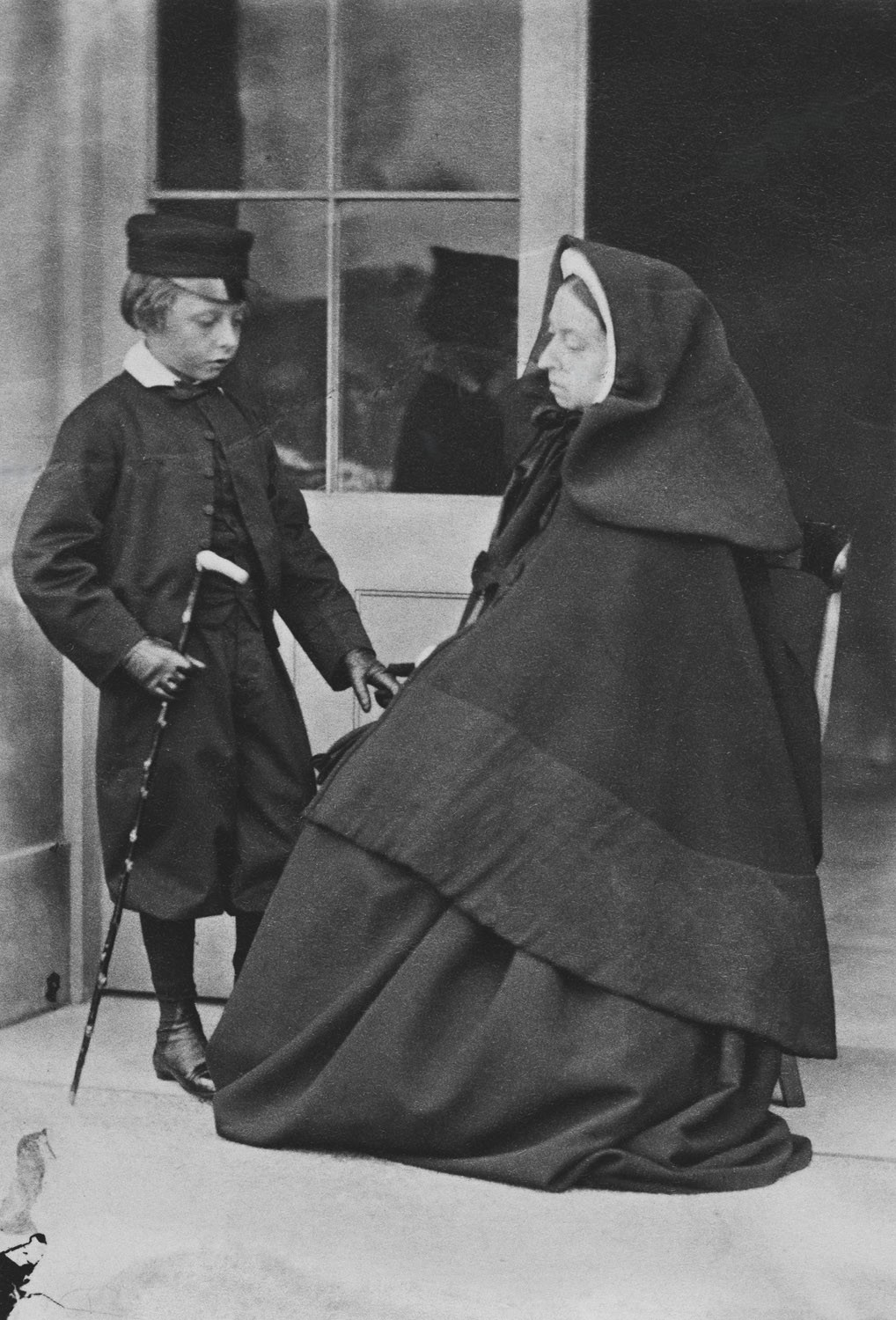
Leopoldo com a rainha Vitória em traje de luto (1862)

Leopoldo encontrava-se em Cannes, no Sul de França, quando recebeu a notícia da morte do seu pai a 8 de dezembro de 1861. O príncipe tinha oito anos na altura e encontrava-se naquele país por recomendação dos médicos, que achavam que um clima mais quente seria favorável para a sua doença. Leopoldo acabaria por passar cinco meses em Cannes e não esteve presente no funeral do seu pai, nem presenciou da mesma forma que os seus irmãos o luto profundo da rainha Vitória.
Os meses que passou em Cannes foram bastante benéficos para Leopoldo: o ar fresco e exercício contribuíram bastante para a boa saúde do príncipe. Enquanto permaneceu em Cannes, o Dr. Theodore Günther, o professor e guardião de Leopoldo, levava-o em passeios para explorar as redondezas e este ganhou um gosto pelo mundo natural e pela ciência que o acompanhariam para o resto da vida. Quando chegou a altura de regressar a Inglaterra, Dr. Günther escreveu a Vitória a pedir para ele ficar mais tempo em Cannes (Günther tinha lido as cartas desesperadas que Vitória enviara ao filho e temia que o ambiente sombrio que se vivia no palácio o prejudicasse), mas sem efeito.
O regresso de Leopoldo a Windsor marcou o início de uma nova vida. A morte do seu pai teve um impacto profundo no rumo que teria o resto da sua infância. Enquanto era vivo, o príncipe Alberto tinha encorajado Leopoldo a passar tempo e a fazer exercício ao ar livre e tinha concebido um plano de estudos tão exigente como os dos seus irmãos. No entanto, o luto profundo da rainha Vitória e a sua necessidade de companhia, fizeram com que os filhos que ainda viviam com ela vissem a sua liberdade limitada. A doença de Leopoldo e os seus longos períodos de confinamento levaram a que os planos da rainha para o seu futuro passassem por o manter o mais próximo possível dela e afastá-lo da influência que ela considerava ser negativa dos irmãos mais velhos. Isto fez com que Leopoldo passasse o resto da sua infância em relativo isolamento, brincando apenas esporadicamente com alunos de Eton escolhidos pela rainha.

À medida que Leopoldo foi crescendo, os seus problemas de saúde foram-se agravando e a rainha foi limitando cada vez mais a sua liberdade e atividades. Quando o príncipe tinha 10 anos, teve uma hemorragia interna grave que a rainha atribuiu ao facto de ele andar de cavalo demasiado depressa, o que a levou a proibi-lo de o fazer, assim como de participar em brincadeiras com outras crianças. A rainha acabou por atribuir a Leopoldo o papel da criança doente, mas com bom coração tão celebrado pelos mais sentimentalistas da Era Vitoriana e escreveu mesmo numa carta à sua filha mais velha, Vitória:
"A doença de uma criança boa é muito menos penosa do que os pecados dos nossos filhos, como os teus dois irmãos mais velhos. Aí sentimos que a morte com pureza é preferível a uma vida cheia de pecado e degredo!"
Porém, Leopoldo nunca se conformou com a forma como a mãe o tratava e, à medida que entrava na adolescência, começou a entrar em conflito com Vitória e a tentar ter uma vida mais independente. Leopoldo também nunca gostou de John Brown, o criado escocês preferido da rainha, nem do seu irmão, Archie Brown, que ficou encarregue de cuidar do príncipe. Em cartas, Leopoldo falava dos maus tratos que sofria às mãos de Archie que lhe "batia com colheres no rosto por diversão".

## Educação

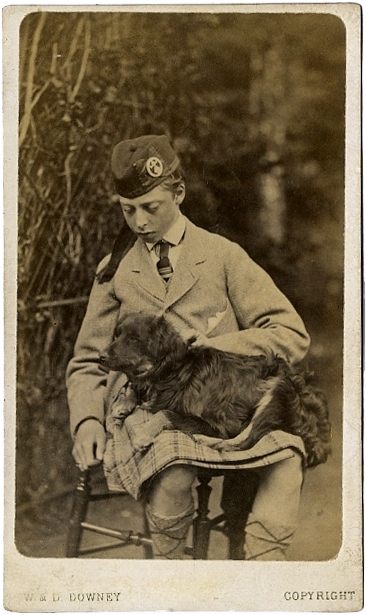
Príncipe Leopoldo aos 15 anos, em 1868.

As habilidades intelectuais do príncipe eram evidentes quando menino; o poeta laureado, Alfred Tennyson e seu amigo, o filósofo James Martineau, estavam familiarizados com os filhos da rainha e notaram que Leopoldo, que muitas vezes "conversara com o eminente Dr. Martineau, era considerado um jovem muito aplicado e de inteligência notável".
Em 1866, foi nomeado um novo tutor para Leopoldo: o reverendo Robinson Duckworth, recomendado pelo deão Stanley de Westminster e pelo seu amigo, Henry Liddel, o deão de Christ Church em Oxford. Esta marcou a primeira ligação do príncipe à Universidade de Oxford, visto que Duckworth lecionava na Trinity College na altura. Duckworth desempenhou um papel na educação e desenvolvimento de Leopoldo: enquanto foi seu tutor, levou-o em passeios e visitas para o afastar do ambiente claustrofóbico e lúgubre da corte. Duckworth também incentivou Leopoldo a começar um projeto de um livro de autógrafos, algo que se encontrava em voga entre os mais jovens da época, para incentivar o jovem a socializar. Foi com este livro de autógrafos que Leopoldo teve o seu primeiro contacto com o reverendo Charles Lutwidge Dodgson, o professor de Matemática da Christ Church que viria a ficar conhecido para a história como Lewis Carroll.
Aos 18 anos, Leopoldo estava determinado a estudar na Universidade de Oxford, no entanto, a rainha Vitória tinha planos diferentes para ele. Desde a morte do príncipe Alberto e, ainda mais depois dos casamentos das suas irmãs mais velhas, Helena e Luísa, Leopoldo tinha-se tornado no secretário informal da rainha e num dos seus principais companheiros. Vitória usava a doença do filho e os seus longos períodos de confinamento como justificação para o manter perto dela e defendia que ele era feliz só com ela e com a irmã mais nova, Beatriz. Incentivado pelos seus irmãos, cunhados e tutores, Leopoldo escreveu-lhe uma carta onde lhe pedia autorização para frequentar a Universidade de Oxford.
Apesar do cuidado com que Leopoldo elaborou a carta, destacando a proximidade de Oxford a Windsor e os seus semestres curtos, Vitória ressentiu-se com o facto de o filho ter falado das suas intenções com outras pessoas antes de ter falado com ela e demorou meses a ceder e a permitir que Leopoldo frequentasse a universidade, mas com condições duras. Leopoldo teria de viver fora da cidade de Oxford e não se podia juntar a nenhum dos "colégios" da universidade nem às orações matinais. Além disso, não podia organizar grandes jantares e festas na sua casa e só podia convidar pessoas previamente escolhidas. Teria ainda de visitar Vitória todos os domingos e terminar os semestres mais cedo para a acompanhar a Osborne e a Balmoral.

### Universidade de Oxford

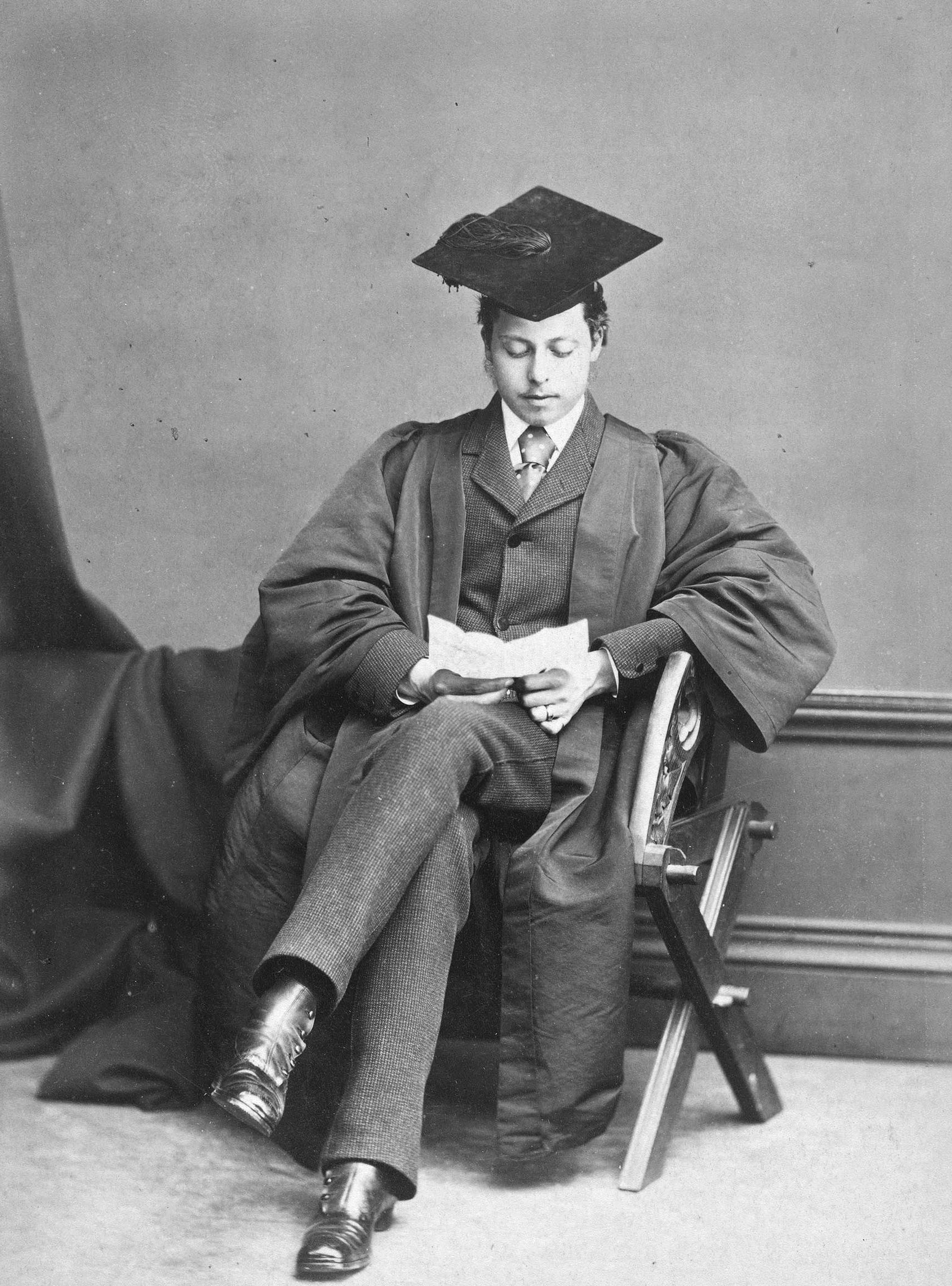
Leopoldo enquanto estudava na Universidade de Oxford.

Quando Vitória finalmente aceitou que Leopoldo fosse para Oxford e depois de o seu novo tutor, Robert Hawthorn Collins, ter falado com o deão Henry Liddel para conseguir uma casa adequada para o príncipe, este caiu ao atravessar um riacho e foi forçado a ficar de cama durante várias semanas. Leopoldo acabou por perder o início do semestre e só conseguiu matricular-se em Christ Church a 27 de novembro de 1872, duas semanas antes do final do semestre. Leopoldo não se matriculou em nenhum curso específico e frequentou aulas de várias disciplinas, entre elas Geologia, Química e História da Arte. Esta última era lecionada por John Ruskin, que se tornou num dos seus amigos mais próximos em Oxford.
Leopoldo tentou seguir as regras impostas pela rainha, o que, no início da sua vida universitária, fez com que o seu círculo de amizades fosse composto principalmente por professores mais velhos da universidade, mas, com o tempo, este foi-se alargando. Pouco depois da sua chegada à universidade, Leopoldo foi convidado para jantar pelo deão Henry Liddell e conheceu a sua esposa e as suas três filhas mais velhas: Lorina de 23 anos, Alice de 20 anos e Edith de 18 anos. Alice Liddell foi a inspiração de Lewis Carroll para o livro Alice no País das Maravilhas e Leopoldo tornou-se um amigo próximo desta e da sua família e, apesar de não haver provas concretas, é possível que se tenha apaixonado e até pensado em casar-se com ela ou com a sua irmã mais nova, Edith. Apesar de nunca se ter desenvolvido uma relação mais profunda, Leopoldo e Alice ficaram amigos para o resto da vida e Leopoldo foi padrinho do filho de Alice, que também recebeu o nome de Leopold. A proximidade de Leopoldo com os Liddell ficou comprovada quando Leopoldo foi um dos convidados do casamento de Lorina Liddell em 1874 e um dos carregadores do caixão de Edith Liddell após a sua morte repentina em 1876.
Apesar das regras impostas por Vitória, Leopoldo dedicou-se à socialização com o mesmo fervor que dedicava aos estudos. Para além de se frequentar as festas de algumas das famílias mais proeminentes de Oxford na época, o príncipe juntou-se ao Loder's Club e ao Clube de Xadrez. Ele participava ainda em debates, fazia parte do Clube de Críquete (apesar de não jogar) e foi um dos membros fundadores do Clube de Música da universidade. Enquanto frequentou a universidade, também travou amizade com a escritora George Eliot e com o casal Emilia e Mark Pattison, que inspiraram as personagens de Dorothea Brooke e Mr. Casaubon no romance Middlemarch. Através de Emilia, Leopoldo interessou-se na causa do sufrágio feminino e esteve com Josephine Butler quando esta visitou Oxford em 1874.

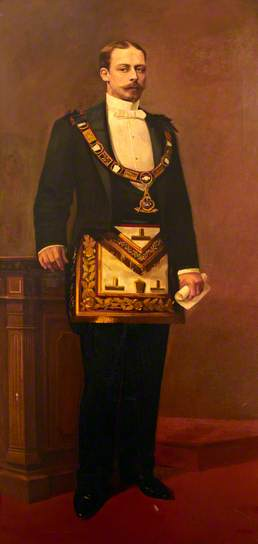
Leopoldo com as suas insígnias da maçonaria

Os quatro anos que Leopoldo passou em Oxford foram dos mais felizes da sua vida e ele regressou várias vezes à universidade para visitar amigos, eventos de caridade e inaugurações tendo dito numa dessas ocasiões em 1883:
"A cidade e a Universidade de Oxford têm sempre a prioridade do meu tempo e dos meus serviços porque foi aqui que me familiarizei, por assim dizer, com o mundo exterior e foi aqui que encontrei as vantagens de educação que agora quero que estejam disponíveis para todos."
No final do seu segundo ano em Oxford, Leopoldo escreveu à rainha a pedir-lhe autorização para permanecer na universidade até ao final do semestre em julho, em vez de interromper os seus estudos para a acompanhar até Osborne House. Seguindo o conselho do deão, Vitória acedeu ao pedido do filho, mas Leopoldo acabou por adoecer poucos dias depois e ficou confinado à sua casa até o final do ano letivo, saindo apenas brevemente numa cadeira de rodas durante a Commemoration Week, onde os estudantes celebravam o final do ano. Em meados de julho, Leopoldo juntou-se à sua mãe em Osborne onde, ainda mal recuperado desta doença, caiu e bateu com o joelho. A queda fez com que a sua articulação do joelho e coxa ficassem inchadas. O príncipe teve dores consideráveis e febre e teve de ser medicado com morfina durante um mês. Leopoldo foi recuperando lentamente em Balmoral, mas teve uma depressão profunda nesta altura. Em finais de outubro, os médicos consideraram que ele podia regressar a Oxford, mas Leopoldo não chegou a recuperar por completo e, quando regressou a Osborne House em meados de dezembro, o seu estado piorou ao ponto de os médicos e a família se terem preparado para a sua morte. No entanto, ele conseguiu recuperar e regressou a Oxford em meados de abril de 1875.
Leopoldo conseguiu terminar os seus estudos sem mais períodos de confinamento e deixou a universidade com um doutoramento honorário em direito civil em 1876.

### Maçonaria
O príncipe Leopoldo era um maçom ativo, sendo iniciado no Apollo University Lodge, Oxford, enquanto residia na Christ Church. Ele foi convidado para a associação por seu irmão, Alberto Eduardo, Príncipe de Gales, que era na época o Venerável Mestre da Loja, e foi iniciado em uma cerimônia conjunta com Robert Hawthorne Collins, seu amigo e tutor, que mais tarde se tornou contador de sua família. Ele serviu como Mestre da Loja de 1876 a 1877, e mais tarde foi o Grão-mestre provincial de Oxfordshire, cargo que ocupou até sua morte.

## Deveres reais

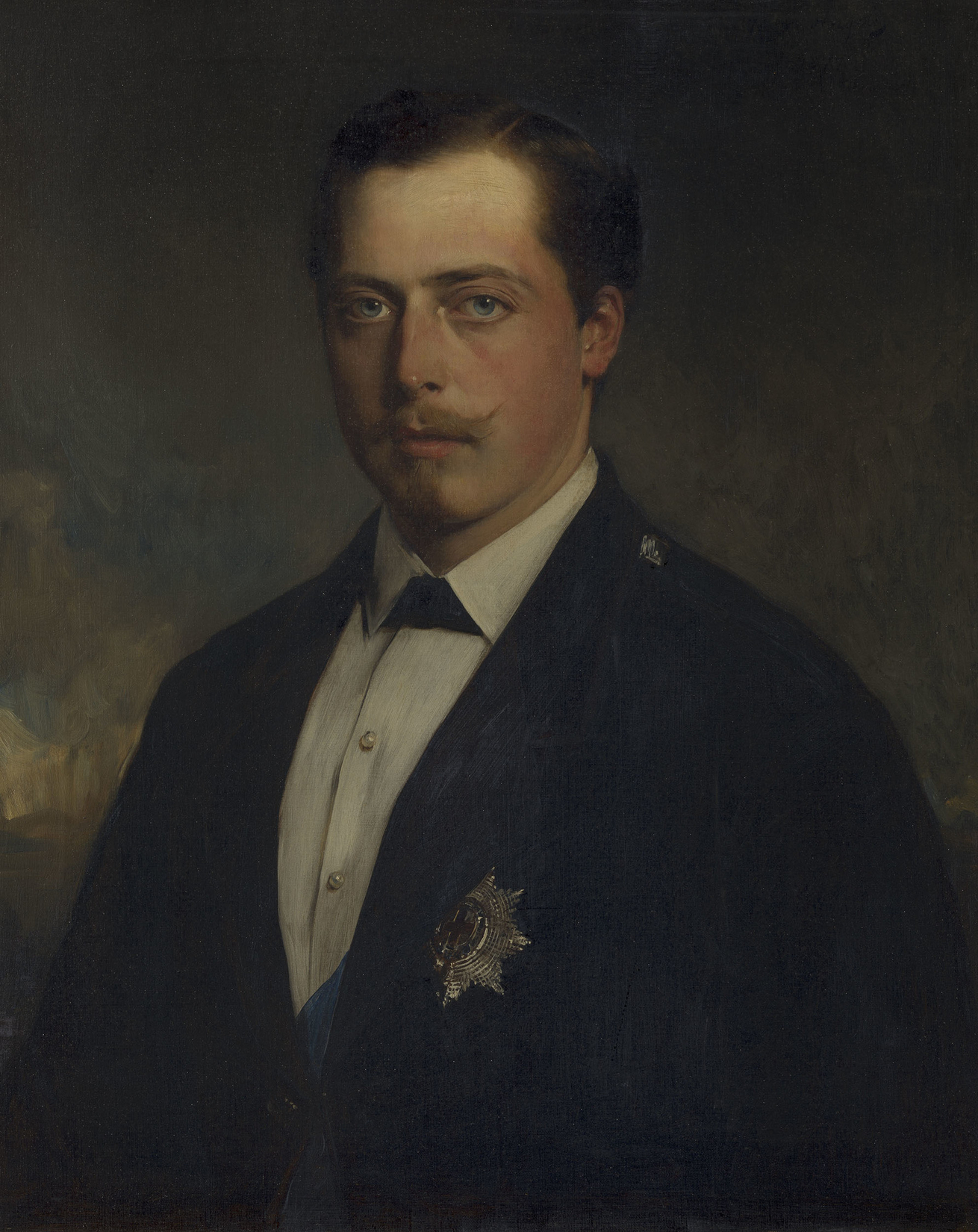
Retrato de Leopoldo por Heinrich von Angeli (1877)

Com os seus estudos em Oxford a chegar ao fim, o futuro de Leopoldo começou a ser delineado. O desejo de Vitória era que ele permanecesse em casa a ajudá-la como secretário e a fazer-lhe companhia a si e a Beatriz, a sua irmã mais nova. No entanto, Leopoldo tinha outros planos e, durante o seu último semestre na universidade, o seu tutor Robert Hawthorn Collins e o seu irmão mais velho, o Príncipe de Gales, começaram a prepará-lo para a sua vida pública.
Quando terminou os estudos, o principal desejo de Leopoldo era viajar. Mais uma vez, a rainha levantou objeções em virtude da sua saúde frágil, mas acabou por concordar e Leopoldo partiu para Paris em março de 1876. Ali, ficou hospedado em casa do seu padrinho, Jorge V de Hanôver, que se encontrava exilado em Paris, e ficou muito próximo das suas filhas, Frederica e Maria. Leopoldo partiu depois para Cannes e, em abril, chegou a Veneza onde um velho amigo de John Ruskin, Rawdon Brown, lhe mostrou a cidade.
Leopoldo regressou ao Reino Unido em junho e passou alguns dias em Oxford para estar presente na cerimónia do final do ano letivo onde recebeu o seu diploma. O príncipe participou ainda numa reunião da maçonaria e em alguns eventos sociais da cidade, sempre acompanhado pela família Liddell. Três dias antes da sua chegada, Edith, a filha mais nova, tinha ficado noiva de Aubrey Harcourt e o anúncio deveria ter sido feito durante a Commemoration Week da Universidade de Oxford. No entanto, Edith adoeceu e acabou por morrer de forma repentina poucos dias depois, a 26 de junho.
Em julho, Leopoldo foi nomeado presidente da Real Sociedade de Literatura e da Real Fábrica de Tapeçaria. O príncipe dedicou-se bastante a estas organizações, mas a sua verdadeira ambição era ter algum cargo relacionado com negócios estrangeiros. Leopoldo falou com o político conservador Benjamin Disraeli para que este tentasse persuadir a rainha a nomeá-lo o seu assistente confidencial para os negócios estrangeiros, mas sem sucesso. Leopoldo tentou ainda conseguir um lugar na Câmara dos Lordes, algo que a rainha lhe podia atribuir, mas visto que agiu sem a consultar, este plano também caiu por terra.
Nos meses seguintes, Leopoldo regressou contrariado ao seu papel de secretário privado não-oficial da rainha, sendo uma das suas principais funções receber as visitas da sua mãe. A sua personalidade afável e intelecto tornaram-no numa figura popular no círculo real e, apesar do desejo da rainha de o manter por perto, Leopoldo recebeu vários convites para fazer parte de clubes e associações.
Em termos de deveres públicos, Leopoldo dedicou-se sobretudo à melhoria das condições de vida dos mais pobres. O seu trabalho inicial nesta área era dedicado sobretudo ao acesso dos mais pobres à educação, mas com o passar dos anos, Leopoldo começou a interessar-se por outras áreas. O príncipe foi um dos primeiros membros da família real a preocupar-se com questões ambientais. Como admirador do mundo natural e ciente dos benefícios que este lhe tinha trazido em criança, Leopoldo queria que este fosse acessível a todos e defendeu a criação de jardins públicos. Defendeu ainda a necessidade de reduzir a poluição do ar e da água, afirmando: "A luz, o ar, os campos verdejantes e a água pura são, antes de mais, o mais essencial dos prazeres."
Leopoldo também se dedicou às artes, um prazer que aprimorou graças à sua amizade com John Ruskin, e chegou a ser convidado para presidir o comité que organizou uma exposição dedicada a Portugal e Espanha no South Kensington Museum. Leopoldo escreveu a Fernando de Saxe-Coburgo, o primo do seu pai e ex-regente de Portugal para lhe pedir alguns objetos emprestados, mas Fernando recusou, dizendo: "Seria muito doloroso para mim emprestar algumas destas velhas coisas nem que fosse por pouco tempo. Estou habituado a vê-las à minha volta todos os dias."

## Morte de Alice e possíveis pretendentes

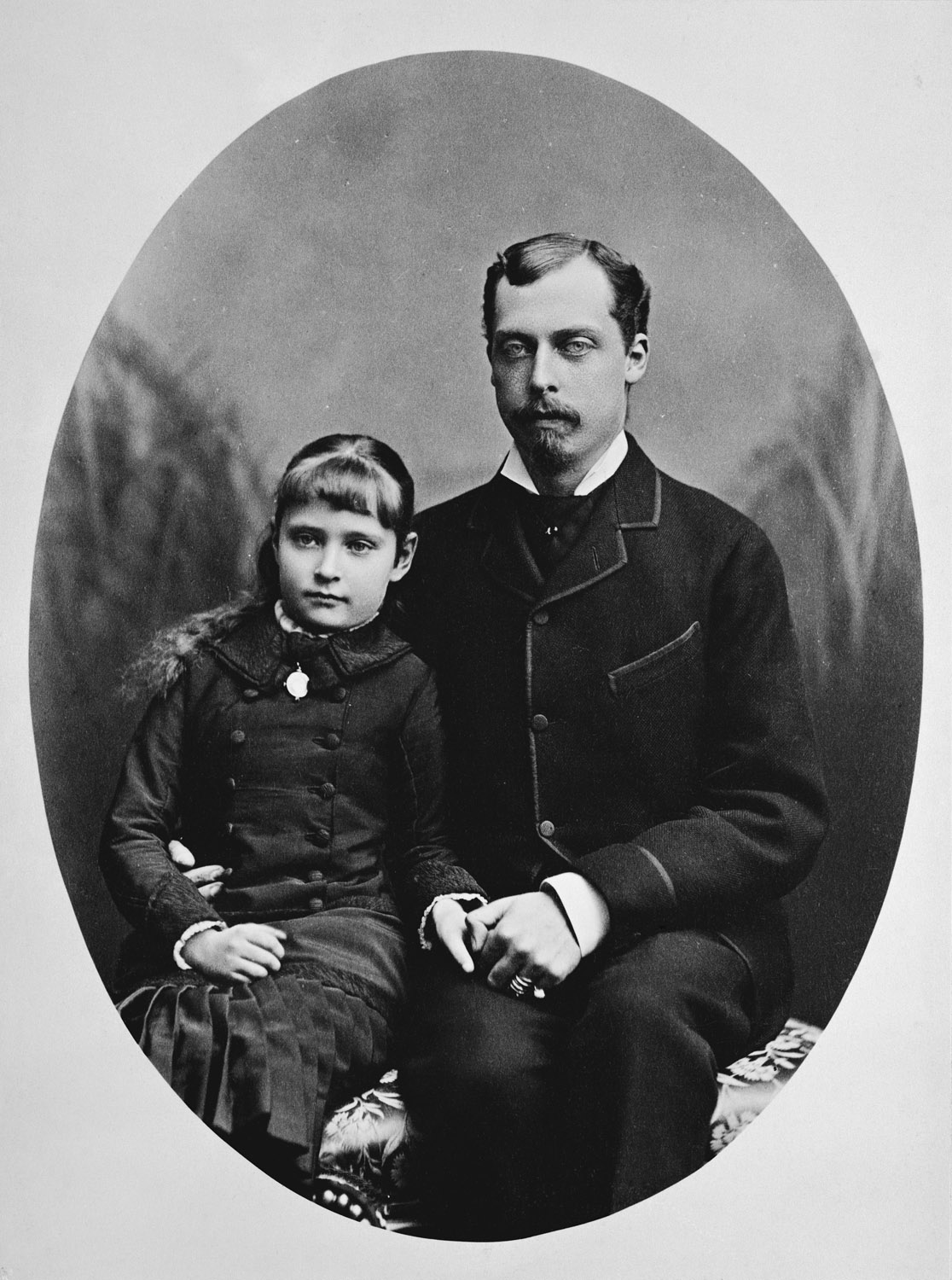
Leopoldo com a sua sobrinha, Alice de Hesse e Reno (a futura czarina Alexandra Feodorovna)

Pouco depois de terminar os estudos, Leopoldo conheceu aquela que seria a sua primeira grande paixão. Enquanto passava uma temporada na Escócia com a rainha, Leopoldo conheceu Alma Breadalbane, uma jovem aristocrata escocesa. Apesar de ela gostar da atenção do jovem príncipe, a paixão nunca foi correspondida e Leopoldo ficou deprimido quando ela o rejeitou. Pouco depois, Leopoldo começou a sangrar do rim esquerdo e passou por mais um período longo de convalescença, o que agravou ainda mais o seu estado de espírito.
Em janeiro de 1878, Leopoldo tinha finalmente recuperado da sua doença e estava desejoso de voltar a viajar para o continente. Enquanto ainda se encontrava em convalescença em Balmoral, Leopoldo conheceu Rodolfo, o príncipe herdeiro da Áustria, que se encontrava no Reino Unido a estudar as leis e a economia do país. Os dois tornaram-se amigos e partiram juntos para a Europa em fevereiro desse ano. Vitória tinha gostado bastante de Rodolfo, o que a ajudou a concordar com a viagem, mas desconhecia o lado mais hedonístico do príncipe. Rodolfo tinha fama de mulherengo e era uma figura assídua da vida noturna de Viena. Ao que tudo indica, mostrou esse lado de Paris a Leopoldo. Depois de Paris, Leopoldo partiu para Nice, onde chegou na altura do Carnaval. Daí, foi para a Itália, onde subiu ao Monte Vesúvio, explorou Pompeia e visitou Milão e Turim.
No início de junho desse ano, Leopoldo passou duas semanas em Paris com a família Hanôver e estava com eles quando Jorge V morreu. Leopoldo ajudou a família com as questões da herança e começou a considerar uma união com Frederica, a filha mais velha do falecido rei. Leopoldo regressou ao Reino Unido em julho e falou desta intenção com a sua irmã, Alice e com o marido dela, Luís, que se tinha tornado num dos seus amigos mais próximos. A família parecia estar favorável à ideia e Leopoldo visitou Frederica em Paris em outubro. No entanto, Frederica estava apaixonada pelo secretário do pai, o barão Alfons von Pawel-Rammingen e Leopoldo não chegou a pedi-la em casamento como era a sua intenção. Depois de passar algumas semanas com Alice e Luís em Darmstadt, Leopoldo regressou a Inglaterra novamente deprimido.
Um mês depois de regressar a Inglaterra, a filha mais velha de Alice, Vitória adoeceu com difteria. Em pouco mais de um mês, toda a família, com exceção de Isabel, ficou doente. Maria, a filha mais nova, e Alice acabaram por morrer da doença. A morte da irmã e da sobrinha afetaram profundamente Leopoldo, mas ele fez questão de ir ao funeral a Darmstadt em dezembro de 1878. No mês seguinte, Luís e os seus filhos passaram algumas semanas em Windsor e Leopoldo esteve sempre com a família: passava as tardes a brincar com os sobrinhos e fazia companhia a Luís ao serão. Leopoldo acompanhou a família a Darmstadt a 28 de fevereiro e voltou a passar por um período de convalescença depois de bater com o joelho a sair do comboio à chegada. Assim, ficou com os Hesse até abril desse ano, altura em que conseguiu voltar a andar novamente e esteve presente na festa do 16.º aniversário de Vitória.
A morte de Alice fez com que a rainha Vitória moderasse a sua atitude para com Leopoldo e deu-lhe mais liberdade. Em 1879, o príncipe deu uma série de discursos dedicados à educação por todo o Reino Unido, pelos quais foi bastante elogiado. Leopoldo aproveitou esta nova atitude de Vitória para lhe falar do seu desejo de se casar. A rainha concordou que estava na altura de ele pensar no casamento e aconselhou-o a visitar Luís de Hesse para que este lhe sugerisse princesas que pudessem estar interessadas. Em novembro, Leopoldo partiu para Darmstadt com duas princesas em mente: Isabel de Hesse-Cassel e Vitória de Baden. A rainha preferia Vitória e, apesar de Leopoldo preferir Isabel, no decorrer do inverno, Vitória começou a ser a candidata mais destacada. No entanto, a rainha mudou de ideias e falou com o seu secretário e com o primeiro-ministro para avaliar se a herdeira Frances Maynard poderia ser uma boa noiva para o filho. Frances visitou Windsor e Leopoldo foi convidado para casa da sua família, mas a sua relação nunca passou de uma amizade. A rainha tentou manter Leopoldo afastado de Vitória de Baden e visitou a Alemanha sem ele na primavera de 1880, mas o próprio acabou por desistir de Vitória depois de a mãe desta criar obstáculos.
Leopoldo continuou a sua busca e teve alguns encontros com Mary Baring, filha do barão Ashburton. O príncipe acabou por se apaixonar por ela e pediu-a em casamento, mas ela recusou o pedido por considerar que, com 19 anos, ainda era muito nova para casar. No entanto, no final de uma carta, Mary Baring confessou que o verdadeiro motivo para rejeitar o pedido de Leopoldo fora a sua doença.
Em 1881, a rainha Vitória sugeriu que Carolina Matilde, Princesa de Eslésvico-Holsácia-Sonderburgo-Augustemburgo, conhecida na família como Calma, podia ser uma boa noiva para Leopoldo. Ela era sobrinha de Cristiano de Eslésvico-Holsácia, marido da irmã de Leopoldo, a princesa Helena, e visitou a família nessa altura. No entanto, Helena e Cristiano não concordavam com a união, dizendo que Calma era propensa a "ataques nervosos" e esta ideia também acabou por ser esquecida.

## Viagem ao Canadá e aos Estados Unidos
Em maio de 1880, Leopoldo partiu para o Canadá para uma visita oficial e para se encontrar com a sua irmã Luísa que se encontrava a viver no país. Pouco depois da chegada do príncipe ao país, ele participou numa revista às tropas em honra do aniversário da rainha. Leopoldo visitou ainda hospitais e escolas em Toronto, acompanhado de Luísa e do seu marido, Lorde Lorne. O príncipe visitou ainda Montreal, onde assistiu a peças de teatro e visitou uma fábrica de armas.
Enquanto se encontrava no continente americano, Leopoldo também visitou os Estados Unidos, acompanhado por Luísa. Eles visitaram as Cataratas do Niagara e depois seguiram para Chicago, onde Leopoldo conheceu o general Sherman, um dos heróis da Guerra da Secessão. Enquanto se encontrava na cidade, Leopoldo também esteve na Convenção do Partido Republicano, que achou fascinante. Segundo declarações do próprio: "Esta Republica é certamente uma instituição admirável." Leopoldo visitou ainda Milwaukee e disse aos jornalistas que gostava de conhecer a Califórnia "mas Sua Majestade, a minha mãe, aconselhou-me a não embarcar numa viagem tão extensa."
Depois de uma visita de dez dias, Leopoldo e Luísa regressaram ao Quebec e tiraram alguns dias de férias para pescar salmão no rio Cascapédia. Durante esta viagem, Leopoldo caiu no rio e feriu as duas pernas, o que o obrigou a ficar confinado até regressar a Inglaterra em julho.

## Casamento

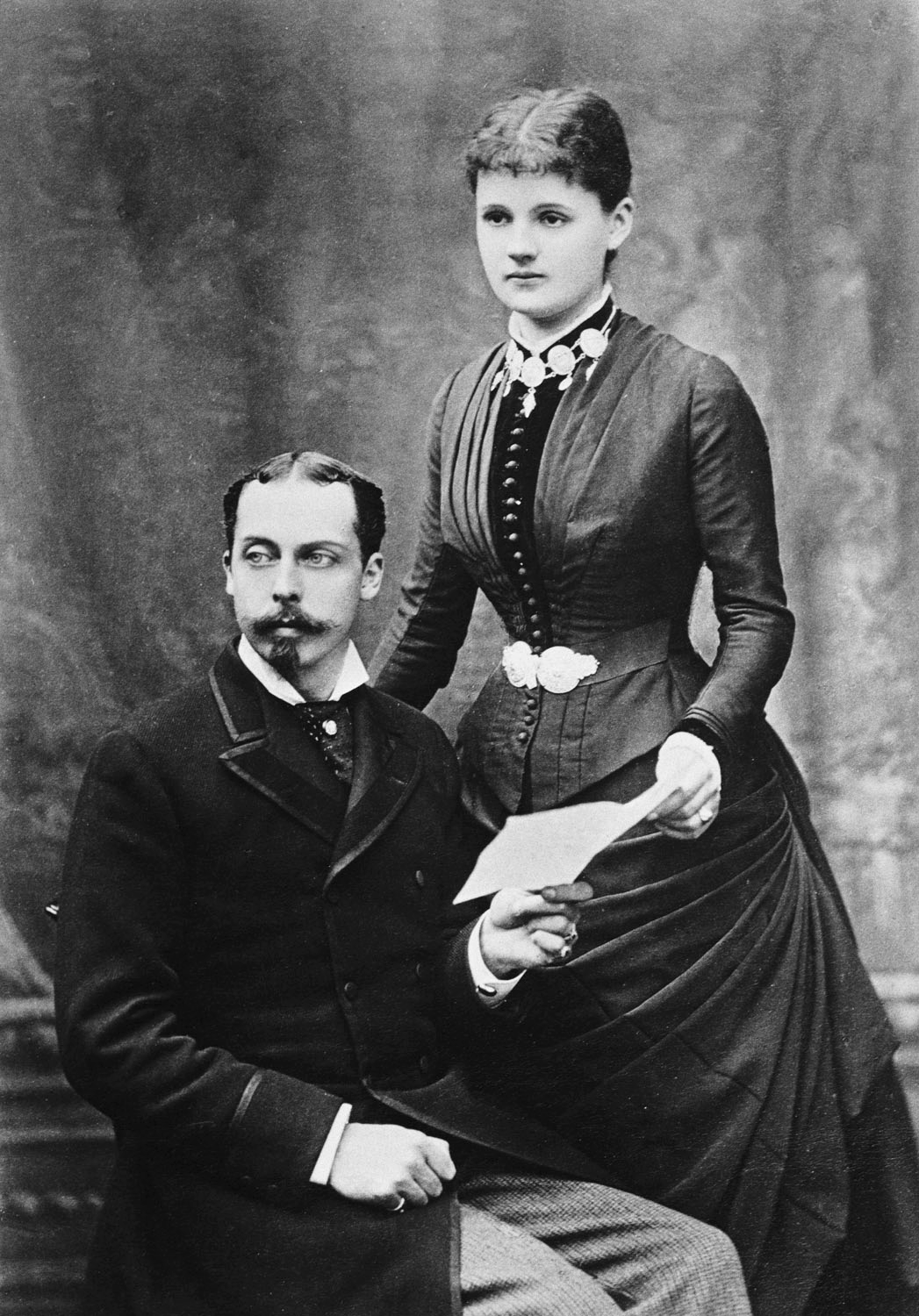
Leopoldo e Helena
John Thomson, 1882

Em maio de 1881, Leopoldo recebeu finalmente o seu título e um lugar na Câmara dos Lordes, aquando das celebrações do aniversário da rainha. Leopoldo escolheu um título escocês, o de Duque de Albany, devido ao seu fascínio pela dinastia Stuart.
No verão desse ano, Luís de Hesse e os seus filhos visitaram Windsor durante algumas semanas. Nesta altura, a rainha Vitória, que ainda procurava ativamente uma noiva para Leopoldo, lembrou-se do príncipe e da princesa de Waldeck e Pyrmont, que tinham visitado o Palácio de Buckigham na década de 1860 e viviam perto de Darmstadt. O casal tinha uma filha solteira de 20 anos, Helena, e Vitória disse a Leopoldo para acompanhar o Hesse a Darmstadt para a conhecer.
Leopoldo estava reticente em conhecer mais uma princesa, depois dos vários períodos de depressão por que tinha passado depois de ter sido rejeitado e só dois meses depois de ter partido para Darmstadt é que marcou um encontro com Helena e os seus pais. O encontro correu bem e, no mês seguinte, os príncipes de Waldeck e Pyrmont pediram um relatório médico de Leopoldo. Os príncipes ficaram satisfeitos com o que leram e, em novembro de 1881, Leopoldo visitou Frankfurt para passar algum tempo com Helena. Durante esta visita, ele pediu-a em casamento. Antes de regressar a Inglaterra, Leopoldo levou Helena a Darmstadt, onde a apresentou a Luís de Hesse e aos seus filhos.
Helena chegou a Inglaterra em fevereiro de 1882, acompanhada por Leopoldo a bordo do iate Victoria and Albert e a rainha gostou bastante dela: "A Helena é alta e elegante e tem uma bela figura. O seu cabelo tem uma cor muito bonita, muito escura, e ela tem olhos castanhos escuros e profundos e um sorriso doce."
Em 27 de abril de 1882, Leopoldo casou-se com Helena, na Capela de São Jorge, no Castelo de Windsor. No dia do casamento, Leopoldo ainda coxeava um pouco depois de ter caído enquanto passava férias com a rainha em Menton.
Eles tiveram dois filhos, mas o casamento durou dois anos, com a morte de Leopoldo, aos 30 anos.

### Filhos
- Alice de Albany (1883–1981), casada com Alexandre de Teck, com descendência;
- Carlos Eduardo, Duque de Saxe-Coburgo-Gota (1884–1954), casado com Vitória Adelaide de Eslésvico-Holsácia-Sonderburgo-Glucksburgo, com descendência.

Seu neto Rupert, filho mais velho da princesa Alice de Albany, herdou a hemofilia através dela, o que o levou à sua morte prematura num acidente de viação.
Leopoldo é ancestral direto da atual família real sueca. Sua neta Sibila de Saxe-Coburgo-Gota (filha de seu filho Carlos Eduardo de Saxe-Coburgo-Gota) casou-se com o príncipe herdeiro da Suécia, Gustavo Adolfo, Duque da Bótnia Ocidental, com quem teve cinco filhos, incluindo o atual rei da Suécia, Carlos XVI Gustavo (do qual Leopoldo é bisavô).

## Últimos anos e morte

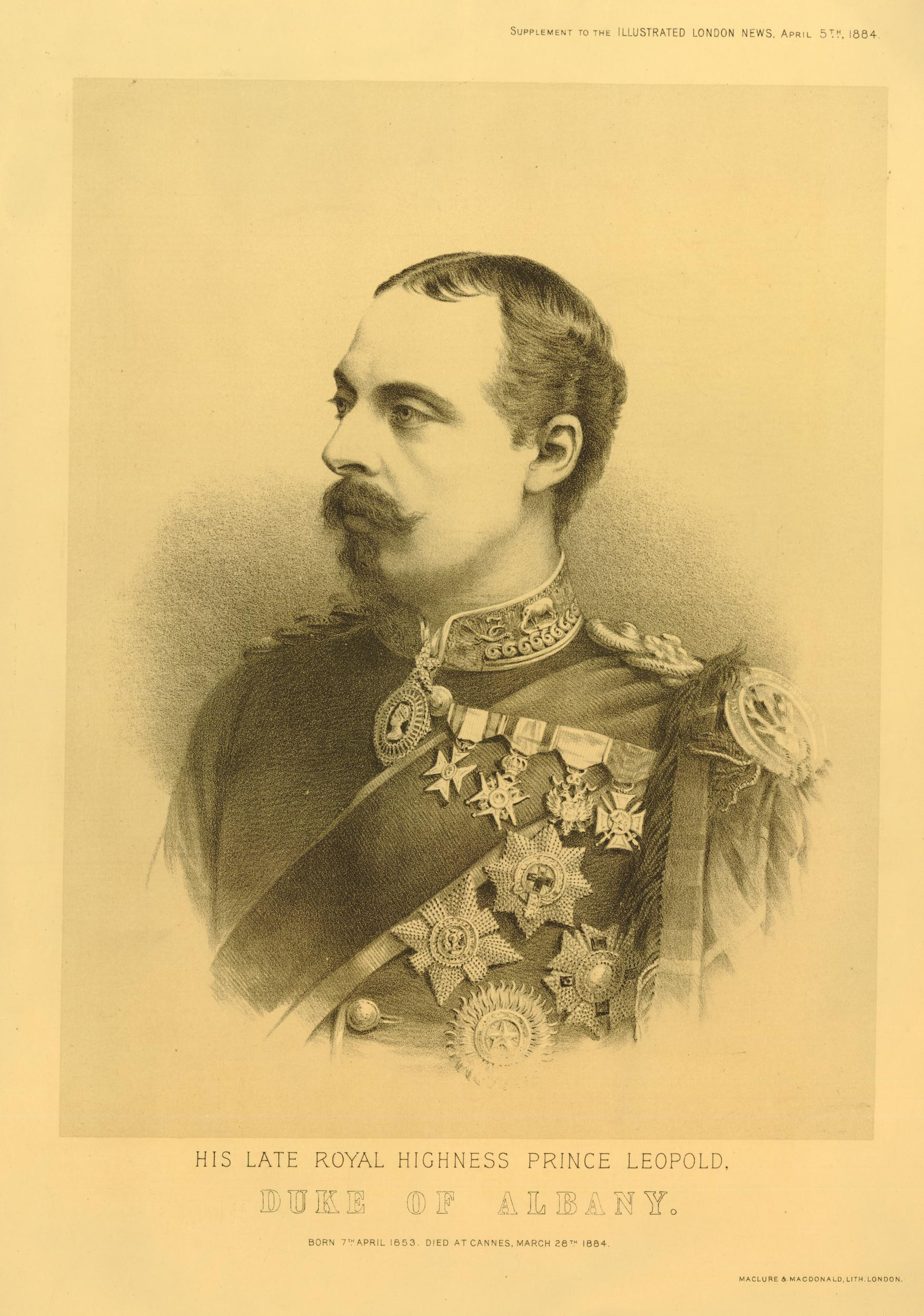
Retrato de Leopoldo publicado pela revista The Illustrated London News a 5 de abril de 1884.

Com o seu casamento, Leopoldo tornou-se numa figura popular entre o público. Com esta nova fama, o príncipe dedicou-se com mais fervor aos seus deveres públicos e foi até publicado um pequeno livro com alguns dos seus discursos sobre educação e cultura. Mais confiante, Leopoldo tentou mais uma vez concretizar as suas ambições de conseguir um cargo de relevo na área dos negócios estrangeiros. Em 1882, o seu cunhado, Lorde Lorne, tinha anunciado que queria deixar o seu cargo de governador-geral do Canadá e Leopoldo viu uma oportunidade. Ele escreveu à rainha na esperança de que esta o escolhesse para o cargo, mas mais uma vez, não teve sorte. Vitória já tinha falado com o governo para que sugerissem alguém para o cargo e este deveria ir para Lorde Lansdowne. Leopoldo ainda tentou persuadir o governo a mudar de ideias, mas numa intervenção no Parlamento, o primeiro-ministro William Gladstone afirmou que os príncipes deviam ficar satisfeitos por cumprirem "cargos decorativos" e deixar o verdadeiro trabalho para o governo e os seus nomeados.
Leopoldo acabou por aceitar que não tinha experiência suficiente para o cargo de governador-geral, mas em 1883, o cargo de governador de Vitória, na Austrália, também ia ficar vazio e o príncipe tentou mais uma vez a sua sorte. O príncipe falou com a rainha, mas ela também rejeitou esta ideia. Desta vez, Leopoldo não ficou com o cargo apenas porque a rainha não queria que o filho ficasse longe dela, visto que ele tinha o apoio de membros do governo e do Príncipe de Gales. Leopoldo ficou sentido com a decisão da mãe e os dois não se voltaram a falar. Nesse ano, Leopoldo foi pai pela primeira vez e acabou por se dedicar à sua filha e à sua família nos meses seguintes.
Em fevereiro de 1884, por ordens médicas, o príncipe Leopoldo foi a Cannes, no sul da França: artralgia é um sintoma comum de hemofilia, e o clima de inverno na Inglaterra sempre havia sido uma ameaça para ele. Sua esposa, então grávida, permaneceu em casa mas pediu para que ele fosse. Em 27 de março, poucos dias antes do seu regresso previsto ao Reino Unido, Leopoldo escorregou e caiu no chão de Villa Nevada, machucando seu joelho. Apesar das dores consideráveis, o estado de saúde do príncipe parecia não inspirar grandes cuidados. Leopoldo ainda terminou a sua correspondência e enviou telegramas antes de se retirar para o seu quarto por volta das cinco da tarde. Nessa altura, foi-lhe administrada morfina para atenuar as dores, mas ele não conseguiu adormecer. Por volta das três da manhã, Leopoldo sofreu uma convulsão e morreu pouco tempo depois.
Apesar da sua saúde frágil, a notícia da morte de Leopoldo foi um choque para a sua família. Ele já tinha passado por vários ataques de hemofilia graves que quase o tinham levado à morte, mas acabava sempre por sobreviver. Helena, a sua mulher, sabia do seu acidente e estava a preparar-se para enviar a sua filha para Cannes para fazer companhia ao pai quando recebeu a notícia da sua morte. O seu irmão mais velho, Eduardo Alberto, encontrava-se no hipódromo de Aintree quando recebeu a notícia da morte do irmão e encarregou-se de trazer o corpo de Leopoldo para casa.
O Príncipe de Gales chegou a Cannes a 31 de março e acompanhou sempre o corpo do irmão, que viajou de comboio até Cherbourgh e depois no iate real Osborne até Portsmouth. Leopoldo foi enterrado na Capela de São Jorge (Castelo de Windsor) na Inglaterra, seguindo o desejo do próprio, que queria ser enterrado no local do seu casamento. Quatro meses depois da sua morte, nasceu o seu filho mais novo, Carlos Eduardo, que viria a herdar o ducado de Saxe-Coburgo-Gota após a morte do seu tio, o príncipe Alfredo.

## Títulos
- 1854-1881: Sua Alteza Real o Príncipe Leopoldo
- 1881-1884: Sua Alteza Real o Duque de Albany